# Taufbecken (Hodenc-en-Bray)

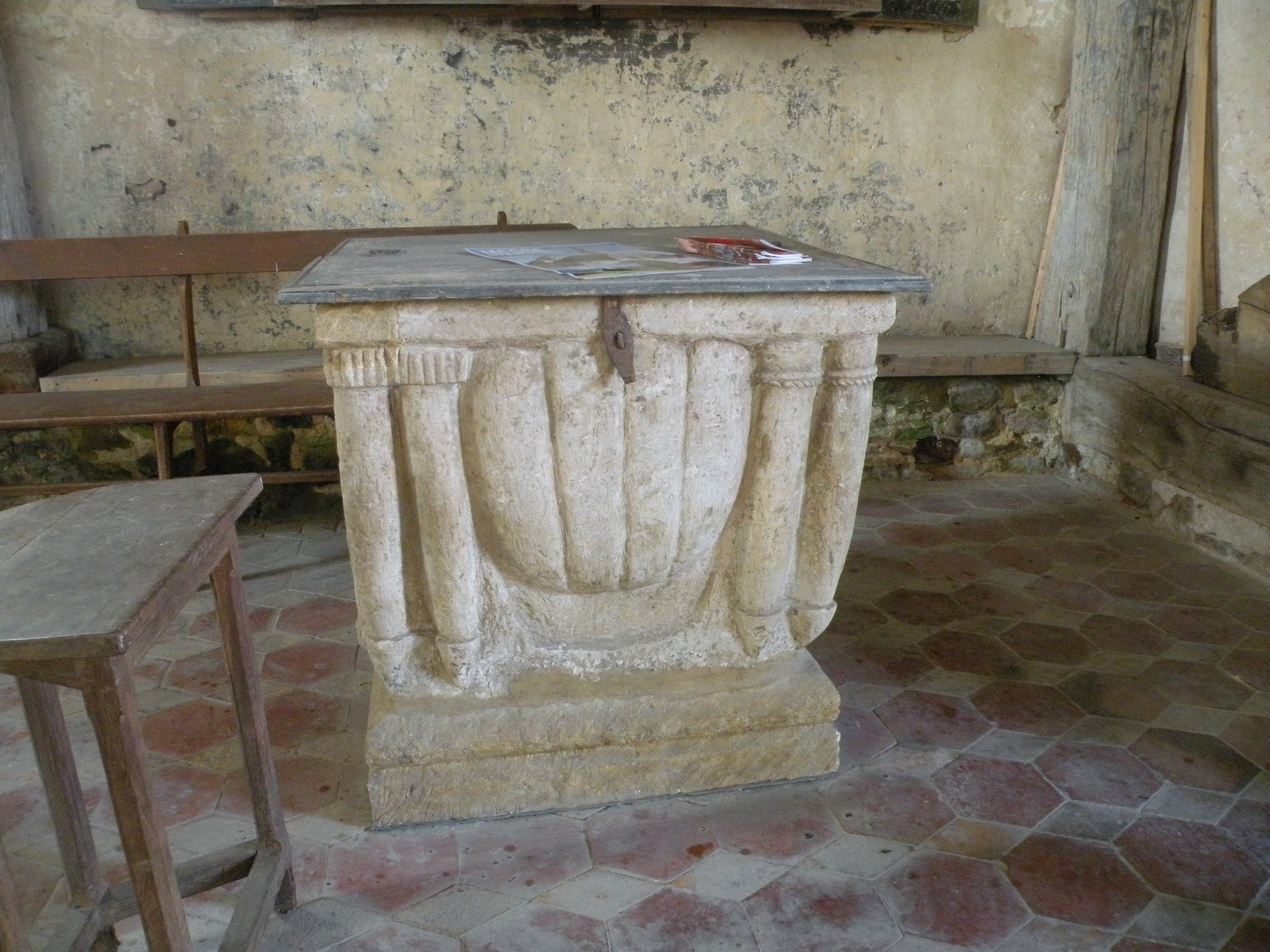
Taufbecken in Hodenc-en-Bray

Das Taufbecken in der katholischen Pfarrkirche St-Denis in Hodenc-en-Bray, einer französischen Gemeinde im Département Oise in der Region Hauts-de-France, wurde im 11. Jahrhundert geschaffen. Im Jahr 1912 wurde das romanische Taufbecken als Monument historique in die Liste der geschützten Objekte (Base Palissy) in Frankreich aufgenommen.
Das 86 cm hohe Taufbecken aus Stein steht auf einer rechteckigen Basis mit jeweils drei Säulen an den Ecken, die einfache Kapitelle besitzen. Die Flächen der Außenseiten des Beckens sind godroniert.